# دولنی
دولنی (به بلغاری: Doleni) یک منطقهٔ مسکونی در بلغارستان است که در ساندانسکی واقع شده‌است.
 دولنی ۱۰٫۱۷۶ کیلومتر مربع مساحت و ۳ نفر جمعیت دارد و ۷۹۶ متر بالاتر از سطح دریا واقع شده‌است.